# Номад (хоккейный клуб)
Хоккейный клуб «Номад» (каз. «Nomad» ) — казахстанская команда по хоккею с шайбой из Астаны. Чемпион Казахстана 2016/2017 года. Команда основана в 2007 году и является фарм-клубом хоккейного клуба «Барыс», выступающего в Континентальной Хоккейной Лиге (КХЛ). До мая 2013 года команда носила название «Барыс-2». C 2020 года клуб выступает в казахстанской Pro Hokei Ligasy.

## Главные тренеры
- 2007—2010 Михайлис, Юрий Владимирович
- 2010—2011 Мамбеталиев, Галым Баубекович
- 2011—2012 Михайлис, Юрий Владимирович
- 2012—2014 Высоцкий, Александр Анатольевич
- 2014—2020 Михайлис, Юрий Владимирович

## Достижения
Чемпионат Казахстана
- Чемпион ОЧРК (2): 2016/2017, 2022/2023
  -  Регулярка (1): 2017/2018
- Финалист ОЧРК (3): 2010/2011, 2017/2018, 2018/2019

Кубок Казахстана
- Бронза  (2): 2014, 2018

Континентальный Кубок
- Чемпион (1): 2023/2024
- Финалист (1): 2017/2018